# مقاومت فشاری
مقاومت فشاری عبارت است از ظرفیت تحمل یک جسم، مصالح ساختمانی یا سازه در مقابل نیروهای فشاری محوری مستقیم. هنگامی که حد مقاومت فشاری یک ماده فرا می‌رسد، آن ماده منهدم خواهد شد. بتن، ماده‌ای است که دارای مقاومت فشاری بالایی است. برای مثال، بتن به کار رفته در بسیاری از سازه‌های بتنی، توانایی تحمل فشارهای بالای ۵۰ مگاپاسکال را دارد؛ این در حال است که مصالح نرمی همچون ماسه‌سنگ‌های نرم، مقاومت فشاری‌ای در حدود ۵ یا ۱۰ مگاپاسکال دارند. مقاومت فشاری معمولاً به وسیله دستگاه آزمایش جهانی (به انگلیسی: Universal Testing Machine)، اندازه‌گیری می‌شود. بزرگی این دستگاه‌ها از اندازهٔ میزهای کوچک تا دستگاه‌هایی با ظرفیت ۵۳MN متغیر است. سنجش میزان مقاومت فشاری، تحت روش‌های آزمایش و شرایط ویژه‌ای است. تاب فشاری به‌طور معمول در قالب تکنیک‌های استاندارد ویژه‌ای گزارش می‌شوند که می‌تواند در هنگام بهره‌برداری به کار آید یا ممکن است مورد استفاده قرار نگیرند.

## معرفی

فشار

هنگامی که نمونه‌ای تحت نیروی اعمال‌شده، افزایش طول پیدا کند، نیروی مورد نظر، از نوع کششی است. اما اگر تحت نیروی فشاری، کاهش طول داشته باشد، به این حالت فشار گفته می‌شود.
از منظر اتمی، در حالت کشش، هر یک از مولکول‌ها یا اتم‌ها تمایل دارند که از هم جدا شوند؛ در حالی که در فشار، آن‌ها به هم نزدیک‌تر می‌شوند. از آنجایی که همیشه اتم‌ها در جامدات سعی دارند که به یک حالت متعادل رسیده و با اتم‌های پیرامون خود فاصله مناسب داشته باشند، نیروهایی در کل ماده به‌وجود می‌آیند که در مقابل کشش و فشار مقاومت می‌کنند.
پدیدهٔ غالب در سطح اتمی، مشابه همین است. در مقیاس بزرگتر نیز ویژگی‌های مواد در کشش و فشار کاملاً مشابه هم هستند.
تفاوت عمده بین این دو حالت بارگذاری، کرنشی است که برای کشش (مثبت-افزایش طول) و فشار (منفی-کاهش طول) ثبت می‌شود.
دیگر تفاوت عمده، در این است که در کشش، بدنه جسم مورد نظر تمایل به لاغر شدن و در فشار تمایل به افزایش قطر و کمانش دارد.

## مقاومت فشاری
بنا به تعریف، مقاومت فشاری برابر است با مقدار تنش فشاری تک محوری، هنگامی که المان مورد نظر کاملاً گسیخته می‌شود. میزان مقاومت فشاری، معمولاً به وسیله آزمایش فشار و به صورت تجربی به دست می‌آید. دستگاه آزمایش فشار، برای آزمایش کشش نیز مورد استفاده قرار می‌گیرد. با این تفاوت که به جای اعمال یک بار فشاری تک محوره، بار کششی تک محوره اعمال می‌شود. در آزمایش فشار، نمونه مورد آزمایش (معمولا استوانه‌ای شکل) کوتاه‌تر شده و چاق می‌شود. منحنی تنش-کرنش با استفاده از نتایج آزمایش، به شکل زیر رسم می‌شود:

منحنی تنش-کرنش مهندسی برای یک نمونه معمولی

میزان مقاومت فشاری نمونه، با تنش نقطهٔ قرمز روی منحنی متناظر است. حتی در آزمایش فشار نیز، قسمتی از نمودار به صورت خطی است که بیانگر این است که نمونه مورد آزمایش از قانون هوک تبعیت می‌کند. از این رو، برای قسمت خطی داریم {\displaystyle \sigma =E\epsilon } که E نشان‌دهندهٔ مدول یانگ برای فشار است. ناحیه خطی نمودار در نقطه‌ای به نام نقطهٔ تسلیم پایان می‌یابد. بعد از این نقطه، نمونه رفتاری پلاستیکی دارد؛ یعنی به محض برداشتن بار از روی نمونه، به طول و شکل اولیهٔ خود بازنمی‌گردد.
بین تنش تئوری و تنش عملی تفاوت‌هایی وجود دارد. بنا به تعریف اولیه، تنش تک محوره عبارت است از:
{\displaystyle \sigma ={\frac {F}{A}}}
در اینجا،
F = بار اعمال شده (نیوتون) و A = مساحت (مترمربع)
همان گونه که گفته شد، مساحت سطح مقطع نمونه در فشار، دچار تغییر می‌شود. در حقیقت مساحت، تابعی از بار اعمال شده‌است. به عنوان مثال (A = f(F. در واقع، تنش عبارت است از نسبت نیرو به سطح مقطع اولیه (در شروع آزمایش) که به عنوان تنش تئوری شناخته می‌شود:
{\displaystyle \sigma _{e}={\frac {F}{A_{0}}}}
A0= مساحت اولیه (مترمربع)
کرنش تئوری نیز به این صورت تعریف شده‌است:
{\displaystyle \epsilon _{e}={\frac {l-l_{0}}{l_{0}}}}
l= طول کنونی نمونه (متر) و l0 = طول اولیه نمونه (متر)
در نمودار تنش-کرنش تئوری {\displaystyle (\epsilon _{e}^{*},\sigma _{e}^{*})}، تنش فشاری متناظر است با:
{\displaystyle \sigma _{e}^{*}={\frac {F^{*}}{A_{0}}}}
{\displaystyle \epsilon _{e}^{*}={\frac {l^{*}-l_{0}}{l_{0}}}}
F* = مقدار نیرو، درست قبل از انهدام نمونه و l* = درازای نمونه درست قبل از انهدام

## تفاوت تنش تئوری با تنش عملی

پدیدهٔ بشکه‌ای‌شدن

در طراحی مهندسی، اغلب به تنش تئوری رجوع می‌شود. در واقع، تنش عملی متفاوت از تنش تئوری است. بنابراین محاسبه مقاومت فشاری یک المان از طریق معادلات داده شده، نتیجه دقیقی نخواهد داشت. البته این به دلیل این است که در طول زمانی که بار وارد می‌شود، مساحت سطع مقطع A0، تغییر می‌کند. در واقع سطح مقطع نمونه تابعی از بار وارد شده‌است (A = φ(F.
تفاوت در مقدار نتایج آزمایش با تجربهٔ واقعی فشار، ممکن است از عوامل زیر ناشی شود:
- در فشار، نمونه مورد آزمایش، تمایل به پهن و چاق شدن دارد که این خود عاملی است برای افزایش سطح مقطع.
- در آزمایش فشار، نمونه از طرفین، مهار شده و محکم نگه داشته شده‌است. از این رو نیروی اصطکاکی پدید می‌آید که در مقابل چاق و پهن شدن نمونه مقاومت می‌کند. این بدین معنی است که بخشی از بار اعمال شده در طول آزمایش، باید صرف غلبه بر همین نیروی اصطکاک شود. نتایج حاصل از این آزمایش، مقداری از اندازهٔ واقعی مقاومت فشاری نمونه، متفاوت خواهد بود.

به عنوان نکته پایانی، نیروی اصطکاک ذکر شده، در تمام سطح مقطع نمونه، ثابت نیست. به‌طوری‌که در مرکز سطح، مقدار آن بیشینه و در کناره‌های آن دارای مقدار کمینه‌است. بنابراین زمانی که یک نمونه تحت آزمایش فشار به حالت یک بشکه تبدیل می‌شود، به این پدیده بشکه‌ای شدن (به انگلیسی: Barrelling) می‌گویند.

## مقایسهٔ مقاومت فشاری و کششی
بتن، نمونه‌ای از ماده‌ای است که مقاومت فشاری بسیار بالایی نسبت به مقاومت کششی دارد. معمولاً مقاومت فشاری سرامیک‌ها نیز بیشتر از مقاومت کششی آن‌ها است. در مقابل، مواد کامپوزیتی، دارای مقاومت کششی بیشتری نسبت به مقاومت فشاری هستند. قالب اپوکسی الیاف شیشه‌ای از این نمونه‌است.